# Гаазе, Фридрих Людвиг

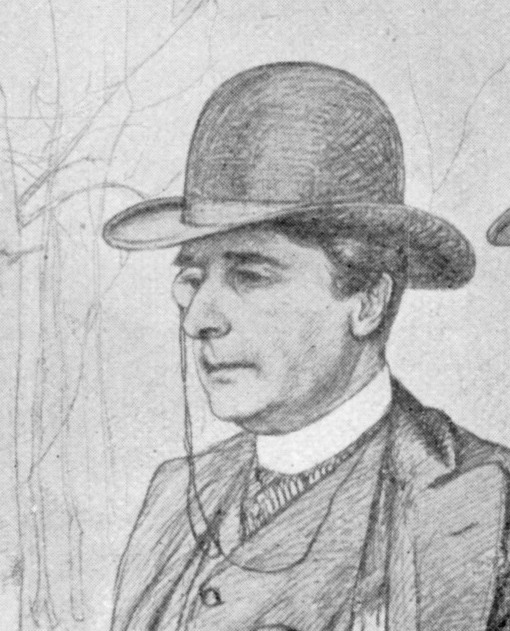
Портрет Ф. Гаазе. 1887 г.

Фридрих Людвиг Гаазе (Хаазе) (нем. Friedrich Ludwig Heinrich Haase; 1 ноября 1825, Берлин — 17 марта 1911, там же) — немецкий актёр, режиссёр и театральный деятель.

## Биография
Отец Гаазе был первым камердинером прусского короля Фридриха Вильгельма IV. Фридрих стал крестником короля, который принимал участие в его дальнейшей судьбе, способствовал получению юношей хорошего образования. Король, зная о его таланте, посоветовал молодому человеку заняться театром.
Получил сценическое образование под руководством Людвига Тика. Дебютировал в 1846 в Веймарском театре в пьесе по балладе Гёте «Лесной царь».
В 1848 перешёл в театр Потсдама, откуда по приказанию короля был переведён в Берлин, затем перешёл в пражский Немецкий театр, где играл до 1852 г.
Несколько сезонов выступал на театральных сценах Карлсруэ (1852), Мюнхена (1852—1855), Франкфурта-на-Майне (1855—1858). В 1860 году приглашён дирекцией императорских театров в Санкт-Петербург, в течение 6 лет играл в немецкой труппе Михайловского театра, где пользовался большим успехом.
С 1866 — режиссёр придворного театра Саксен-Кобурга-Готы, где поставил «Гамлета» — спектакль, явившийся прообразом спектаклей Мейнингенского театра. С 1869 выступал как гастролёр в различных странах Европы и Америки.
В 1870—1876 гг. — служил в Королевском драматическом театре Берлина, затем — был директором Лейпцигского городского театра. В 1883 г. — сосьетер, участник общества актёров берлинского «Немецкого театра».
В 1896 г. ушёл со сцены.
Автор мемуаров «Письма без прикрас» (1883) и «Что я пережил. 1846—1896» (1897).

## Избранные театральные роли
Наибольший успех имел, играя роли представителей высшего света.
- Вурм, Филипп («Коварство и любовь», «Дон Карлос»),
- Мефистофель («Фауст» Гёте),
- Маринелли («Эмилия Галотти» Лессинга),
- Ричард III, Гамлет, Шейлок (Шекспира);
- Ришельё («Кардинал Ришельё» Ожье).